# Lophochernes cederholmi
Lophochernes cederholmi es una especie de arácnido del orden Pseudoscorpionida de la familia Cheliferidae.

## Distribución geográfica
Se encuentra en Sri Lanka.